# Nilay Kartaltepe
Nilay Yiğit o Nilay Yiğit Kartaltepe (İstanbul, 13 de gener de 1979) és una jugadora de basquetbol turca que juga l'Ormanspor. Va guanyar la medalla d'argent a l'EuroBasket 2011 i la medalla de bronze a l'EuroBasket 2013 amb la selecció turca de basquetbol femení. Està casada amb el jugador de voleibol Cengizhan Kartaltepe des del 2010.